# Eremopterix signatus
Eremopterix signatus là một loài chim trong họ Alaudidae.